# روبرت بست
روبرت بست (بالإنجليزية: Robert Best)‏ هو كاتب عدل ‏ وسياسي أسترالي، ولد في 18 يونيو 1856 في أستراليا، وتوفي في 27 مارس 1946 في أستراليا. حزبياً، نشط في Protectionist Party ‏. وقد انتخب عضو مجلس النواب الأسترالي عن دائرة كويونغ ‏ (24 أغسطس 1910 – 16 ديسمبر 1922) وانتخب عضو مجلس الشيوخ الأسترالي ‏ عن دائرة فيكتوريا (29 مارس 1901 – 30 يونيو 1910) وانتخب عضو الجمعية التشريعية فيكتوريا.